# ステファン・エバーツ

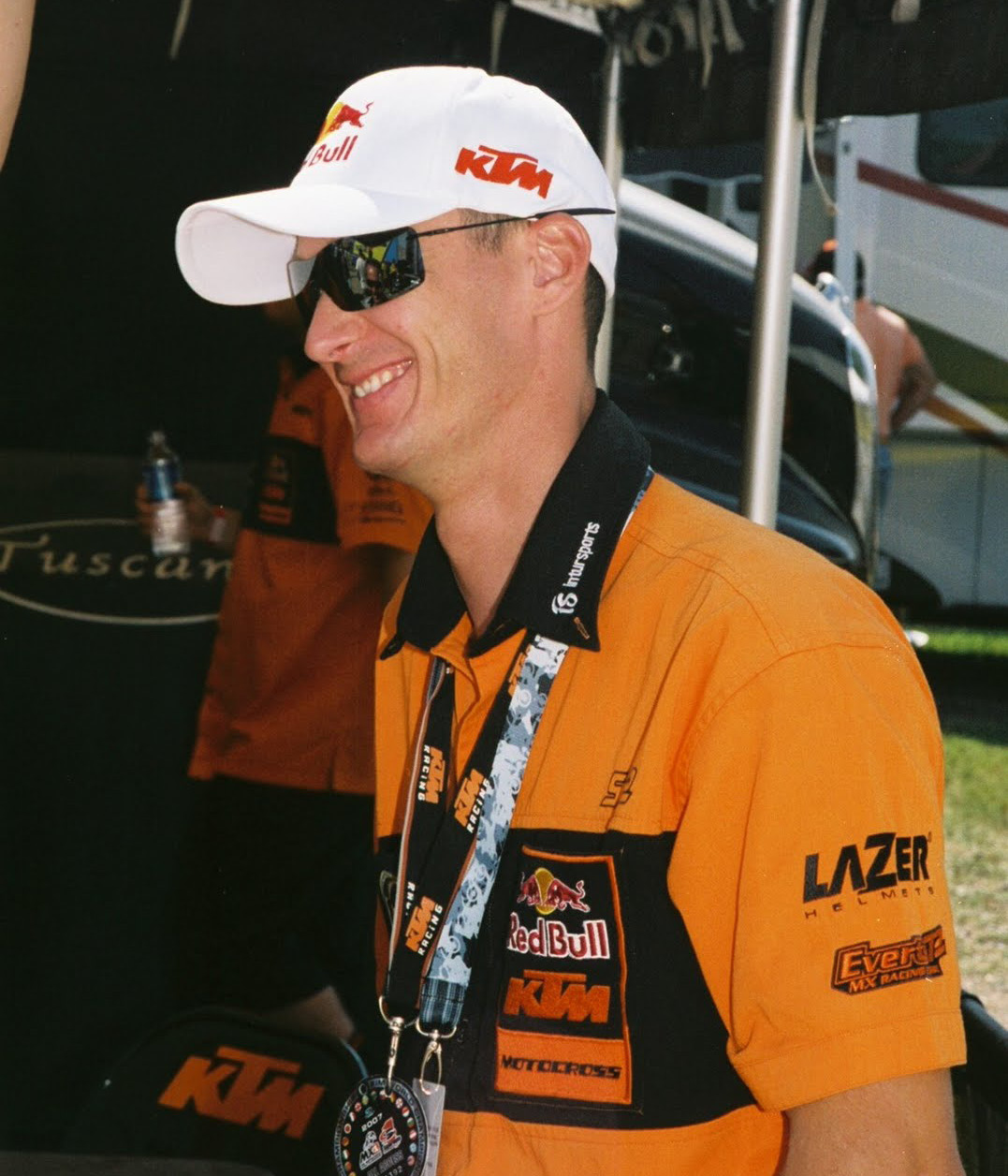
ステファン・エバーツ

ステファン・エバーツ（Stefan Everts、1972年11月25日 - ）は、ベルギー人のモーターサイクル・モトクロスライダー。ゼッケン番号は72。
「エバーツ乗り」と呼ばれる、スタンディングを多用した走りを駆使し、モトクロス世界選手権史上最多となる10回のタイトルを獲得した。
父親のハリー・エバーツは4度の世界王者で、息子のリアム・エバーツも現在世界選手権に参戦中である。

## 来歴

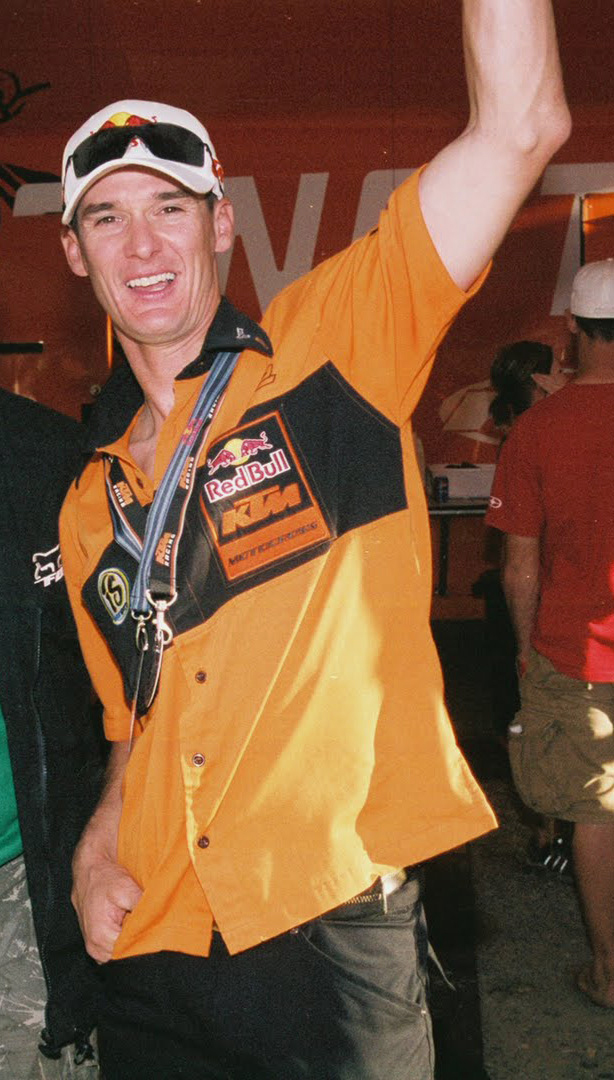
2009年

3歳で父からプレゼントされたイタルジェットで初めてオートバイに乗る。10歳で初レース。1988年ベルギー選手権デビュー。
1989年モトクロス世界選手権開幕戦イタリアで世界デビュー。
1991年ハンガリーで初優勝し、史上最年少で125ccチャンピオンを獲得。初チャンピオン獲得後はAMAスーパークロス参戦を意識した発言も多かったが、1990年代後半には世界選手権に専念する道を選んだ。
1999年2月にフランスのボケーで開催されたインターナショナルレースで転倒し、膝の前の骨とその下をつなぐ靭帯を切断、膝の後ろの靭帯が伸びる怪我を負い、シーズンのほとんどを棒に振る。同年第13戦ルクセンブルクで復帰し第15戦ドイツで優勝。
ホンダからハスクバーナに移籍して迎えた2000年、またも開幕前の同レースで左腕を骨折。第13戦ベルギーを出場（ヒート1リタイヤ、ヒート2不出走）しただけで終わった。
度重なる怪我の影響、2シーズンレースから離れていることなどを考えると、チームとしても契約には慎重にならざるをえない。そんな状況ながら2001年は名門チームリナルディ（ヤマハ・L&M）からの参戦が実現する。グランプリ復帰戦となった開幕戦での優勝を含めて全14戦中7勝しチャンピオンを獲得。以来同チームで2006年まで6年連続タイトルを制覇し続けた。
2006年はモチベーションに反して衰えていく自分の健康状態（30歳を超えて回復力の低下を感じていた上、脾臓を摘出して血液の濾過機能を失っており、薬を服用していた）と将来を鑑みて、最後のシーズンと決めて挑んだ。「もう40分間レースするのは無理だ」と言いつつも、15戦14勝という圧倒的な成績で有終の美を飾った。
またこの年のモトクロス・オブ・ネイションズ（MXoN）では、AMAスーパークロス王者で初の海外戦となった若きジェームス・スチュワートとの一騎打ちとなったが、スムーズな走りのエバーツがホールショットを奪った後、終始圧倒して勝利した。
2007年からは選手としてではなくレッドブルKTMファクトリーチームのレーシングディレクターとしてモトクロスに関わっている。

## 戦績
- 1975年 - 初めてオートバイに乗る
- 1982年 - レースデビュー
- 1988年 - モトクロスベルギー選手権ジュニアクラス チャンピオン
- 1989年 - モトクロス世界選手権125 ランキング15位（ビエッフェ・スズキ）
- 1990年 - モトクロス世界選手権125 ランキング3位（ビエッフェ・スズキ）
  - モトクロス・デ・ナシオン2位（125）
- 1991年 - モトクロス世界選手権125 チャンピオン（ビエッフェ・スズキ）
  - モトクロス・デ・ナシオン2位（125）
- 1992年 - モトクロス世界選手権250 ランキング11位（ビエッフェ・スズキ）
  - モトクロス・デ・ナシオン ランキング2位（125）
- 1993年 - モトクロス世界選手権250 ランキング2位（ビエッフェ・スズキ）
  - モトクロス・デ・ナシオン2位（125）
- 1994年 - モトクロス世界選手権250 ランキング2位（JHK・カワサキ）
- 1995年 - モトクロス世界選手権250 チャンピオン（JHK・カワサキ）
  - モトクロス・デ・ナシオン3位（125）
- 1996年 - モトクロス世界選手権250 チャンピオン（RWJ・ホンダ）
  - モトクロス・デ・ナシオン3位（125）
- 1997年 - モトクロス世界選手権250 チャンピオン（ホンダ）
  - モトクロス・デ・ナシオン優勝（250）
- 1998年 - モトクロス世界選手権250 ランキング2位（L&M・RADSON・ホンダ）
  - モトクロス・デ・ナシオン優勝（250）
- 1999年 - モトクロス世界選手権250 ランキング11位（L&M・RADSON・ホンダ）
  - モトクロス・デ・ナシオン3位（250）
- 2000年 - モトクロス世界選手権250 ノーポイント（ハスクバーナ）怪我により不出場
- 2001年 - モトクロス世界選手権500 チャンピオン（L&M・ヤマハ）
  - モトクロス・デ・ナシオン2位（500)
- 2002年 - モトクロス世界選手権500 チャンピオン（L&M・ヤマハ）
- 2003年 - モトクロス世界選手権MXGP チャンピオン（L&M・ヤマハ）
  - モトクロス世界選手権125 ランキング2位（L&M・ヤマハ）
  - モトクロス・オブ・ネイションズ優勝（450）
  - ISDE4ストローク400cc総合優勝
- 2004年 - モトクロス世界選手権MX1 チャンピオン（L&M・ヤマハ）
  - モトクロス・オブ・ネイションズ優勝（MX1）
- 2005年 - モトクロス世界選手権MX1 チャンピオン（L&M・ヤマハ）
  - モトクロス・オブ・ネイションズ3位（MX1）
- 2006年 - モトクロス世界選手権MX1 チャンピオン（L&M・ヤマハ）
  - モトクロス・オブ・ネイションズ2位（MX1）

### 記録
- 世界タイトル獲得数10回（歴代1位）[1]
- 世界選手権イベント優勝101回（歴代2位）[1]
- 最大排気量クラスタイトル6連覇（2001〜2002年500ccクラス、2003〜2006年MX1クラス）[1]
- 日本の4メーカー（スズキ、カワサキ、ホンダ、ヤマハ）全てで世界タイトル獲得[1]（2001年時点で達成）。
- 「ミスター875cc」（125cc、250cc、500ccの3クラス全てでタイトルを獲得。ほかにはエリック･ゲボスのみ）
- 2003年最終戦フランス・エルネグランプリで、一度の週末中に全クラス（125、250、500）で優勝[1]。
- モトクロス国別対抗戦モトクロス・オブ・ネイションズ（モトクロス・デ・ナシオン）ベルギー国代表として14回出場。その14回全てでベルギー国は表彰台を獲得。
- 2003年ISDE（国際6日間エンデューロ）の優勝メンバー。